# Rhinocladiella mackenziei
Rhinocladiella mackenziei är en svampart som först beskrevs av C.K. Campb. & Al-Hedaithy, och fick sitt nu gällande namn av Arzanlou & Crous 2007. Rhinocladiella mackenziei ingår i släktet Rhinocladiella och familjen Herpotrichiellaceae.   Inga underarter finns listade i Catalogue of Life.